# Ельницкий, Константин Васильевич
Константин Васильевич Ельницкий (14 июня 1846, Минская губерния, Российская империя — 1917) — российский педагог, просветитель, краевед, действительный статский советник (1909).

## Биография
После окончания в 1868 году Нежинского юридического лицея, преподавал до 1870 года словесность в Мозырской классической гимназии. В 1871—1872 гг. прошёл подготовку на Петербургских педагогических курсах военного ведомства (о чём оставил мемуары).
С 1872 года жил в Омске, с 1882 года — главный инспектор училищ Западной Сибири; до 1906 года — преподаватель педагогики в женской гимназии (в 1888 г. издал «Очерки по истории Омской женской гимназии»), до 1909 г. — учитель словесности в Сибирской военной гимназии. С 1910 г. — преподаватель в Паричском женском училище духовного ведомства (близ Минска).

## Научная деятельность
Последователь и пропагандист педагогического учения К. Д. Ушинского.
Автор учебников и учебных пособий (свыше 30) по педагогике, методике преподавания русского языка и словесности, истории педагогики, широко использовавшихся в педагогических (особенно женских) учебных заведениях начала XX века, среди них «Курс дидактики» (1915), «Общая педагогика» (1916), «Методика начального обучения отечественному языку» (1916), «Очерки по истории педагогики» (1918). Ряд работ посвящён различным аспектам начального обучения. В трудах о методах преподавания педагогики подчёркивал необходимость развития у будущих учителей умения и навыков самостоятельных исследований педагогических проблем. Изучение педагогических дисциплин, по мнению Ельницкого, содействует развитию самонаблюдения, открывает пути к самовоспитанию и самоусовершенствованию, способствует развитию разумной любви к детям, формированию профессионального отношения к явлениям окружающей жизни.
Исследовал различные вопросы формирования личности ребёнка: роль детских игр и игрушек в психическом развитии, значение привычек и навыков, природных предпосылок (темперамент) для детского развития, особенности воспитания воли. («Замкнутые индивидуумы», 1882 г.; «Характеристики девочек», 1895 г.; «Отношения между ученицами», 1895 г.).
Изучал экономику, историю, быт и культуру народов Сибири.
Действительный член Западно-Сибирского отдела Русского Императорского географического общества (с 1882). Издал книги «Инородцы Сибири и Среднеазиатских владений России Архивная копия от 29 апреля 2021 на Wayback Machine» (1895). Автор книг воспоминаний «Сорок лет учительства в далёкой окраине» (1911) и «Из пережитого» (1912).